# Kimpton (Hampshire)
Pour les articles homonymes, voir Kimpton.
Kimpton est une paroisse civile et un village du Hampshire, en Angleterre.